# 草莓山莊

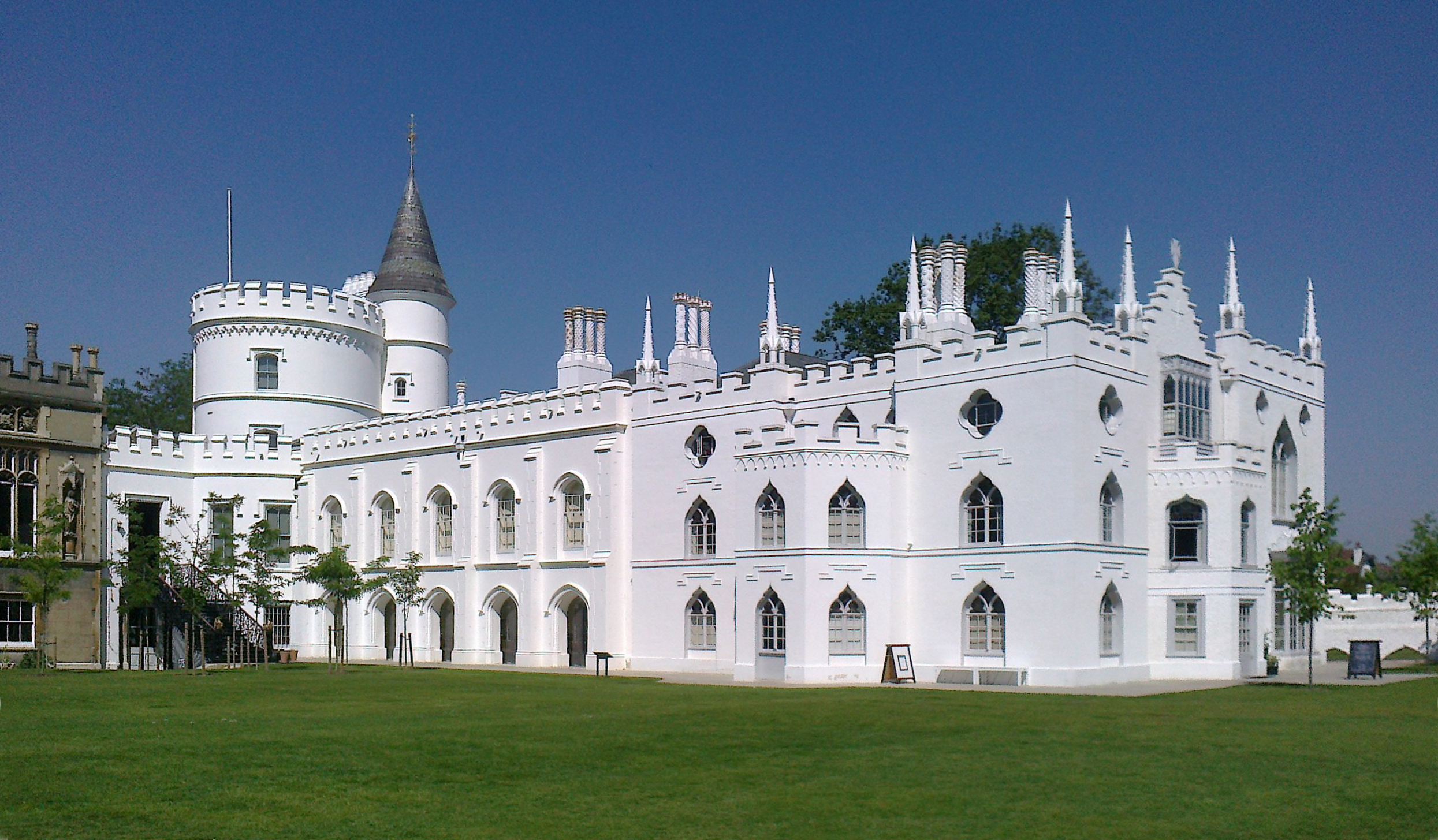
2012年摄

草莓山莊（英語：Strawberry Hill House），通常简单稱為草莓山（英語：Strawberry Hill），是一座哥特式复兴樣式别墅，建立在倫敦特威克纳姆，由霍勒斯·沃波尔（1717-1797）从1749年起興建。它是"草莓山哥特式"建築风格類型的例子，预示着十九世纪哥德式的复兴。
沃波尔开始在1749、1760、1772和1776年重建原有的房屋。这些增加上的哥特式特徵，例如塔和城垛外面，以及精心制作的内部裝飾"gloomth"以適合沃波尔收藏的古董，與有更多樂趣的歡樂园（riant garden）形成對比。内部包括了一个罗伯特·亚当式壁炉；部分的外观由詹姆斯·埃塞克斯設計。花园里包含一个大型座椅，形状就像一个洛可可的海贝壳，这已在2012年重建恢复。